# 窪田ひろ子
窪田 ひろ子（くぼた ひろこ）は、日本のアナウンサー。

## 経歴
愛媛県出身。南イリノイ大学中退。
1970年代を中心に、FEN（後のAFN）で、当時唯一の日本人アナウンサー兼プロデューサーとして活動した。FENでは、日本語のフレーズを教える1分間のスポット番組を担当しており、そのキャッチ・フレーズであった「A little language goes a long way!（ちょっとした言葉が、随分と役に立つ）」とともにヒロコ・クボタとして広く知られていた。
また、英会話教材の作成や英会話講師も務め、民間放送ラジオ番組でディスクジョッキーも行なった。
1986年から1987年にかけては、テレビ朝日系列『タモリ倶楽部』で「夜の英会話」のミニコーナーに出演した。

## 出演番組
- サマーカミングフリーウェイ（FM横浜）

## おもな著書
- 窪田ひろ子の英語はおまかせ、三修社、1983年
- FENおもしろ事典、番町書房、1984年
- ひろ子のFENジョッキー、南雲堂（南雲堂ペーパーバック）、1984年
- FEN on Japan、講談社インターナショナル、1984年
- FENを一週間で聴きこなす方法、ロングセラーズ（ムックの本）、1984年
- とにかく英語が話せちゃう!：3時間で上達する会話表現術、ロングセラーズ（ムックの本）、1985年
- おきゅうをすえたいアメリカ人、花束あげたいアメリカ人：元FENアナウンサー、ひろ子が語るアメリカ人の真の姿、太陽企画出版、1985年
- 輝いてworking 2 アナウンサー・窪田ひろ子、作品社、1986年
- 「タモリ倶楽部」夜の英会話 : 夜だけでなく、昼間も役に立つ!、全国朝日放送、1987年
- 窪田ひろ子の話せる英会話単語帳：「知らなかった」「気づかなかった」やさしい言葉の意外な使い方、大和出版、1988年
- FENによくでる決まり文句、南雲堂（南雲堂新書）、1988年
- FENでみた人間模様、南雲堂（南雲堂ペーパーバック）、1988年
- ときめく夜の英会話：実戦で覚えるお楽しみフレーズ、ベストセラーズ（ワニ文庫）、1991年
- あなたの英語はこれで通じる!、ロングセラーズ（ムックの本）、1991年（2003年再刊）
- たった3時間で英語が話せる!、三笠書房、1992年
- 窪田ひろ子の英会話もうひとことフレーズ1000 : 自分の気持ちが伝わり会話が盛り上がる、明日香出版社 (Asuka business & language books)、1994年
- これがわかればFENが聴ける：FENリスナー必読、南雲堂、1995年
- 通勤電車で英会話が身につく本、三笠書房（知的生きかた文庫）、 1998年（2012年再刊）
- 「恋する」英会話：もっと素敵な女性になれる本、講談社インターナショナル、2000年